# I celebri amori di Enrico IV
I celebri amori di Enrico IV (Vive Henri IV... vive l'amour!) è un film del 1961 diretto da Claude Autant-Lara.

## Trama
Il re Enrico IV di Francia è un grande amatore, mentre Condè, il suo fedele è appassionato di caccia. Un giorno il re combina un matrimonio facendo sposare Condè con Charlotte: la cosa non va proprio giù all'amico...